# Madeline Kahn
Pour les articles homonymes, voir Kahn.
Madeline Kahn, née le 29 septembre 1942 à Boston, Massachusetts (États-Unis) et morte le 3 décembre 1999 à New York, État de New York (États-Unis) est une actrice et chanteuse américaine.

## Biographie

### Jeunesse
Madeline Gail Wolfson naît le 29 septembre 1942 à Boston, Massachusetts (États-Unis). Elle est la fille de Paula Kahn, chanteuse et actrice, et de Bernard B. Wolfson, ouvrier dans une manufacture de vêtements. Élevée dans une famille juive non pratiquante, elle n'a que deux ans lorsque ses parents divorcent. Elle emménage avec sa mère à New York, dans le Queens.
De par les remariages de ses parents, elle a un demi-frère du côté de sa mère, Jeffrey, et une demi-sœur du côté de son père, Robyn. Chacune de ces nouvelles unions finit également par un divorce.

### Carrière
Madeline Kahn accède à la célébrité dans les années 1970 grâce à ses rôles déjantés dans les films de Mel Brooks Le shérif est en prison, Frankenstein Junior, Le Frère le plus futé de Sherlock Holmes, Le Grand Frisson et La Folle Histoire du monde.

### Vie personnelle
Madeline Kahn épouse le 10 octobre 1999 l'avocat John Walter Hansbury avec lequel elle était en couple depuis une dizaine d'années.

### Morte
Elle meurt deux mois plus tard, 3 décembre 1999 à New York, État de New York (États-Unis) à l'âge de 57 ans, des suites d'un cancer ovarien diagnostiqué l'année précédente. Incinérée au Château de Becker, ses cendres sont remises à la famille.

## Théâtre
- 1965-1966 : Just For Openers, comédie musicale, Upstairs at the Downstairs, Off-Broadway
- 1966 : Below the Belt, revue, Downstairs at the Upstairs, Off-Broadway
- 1966 : Mixed Doubles, revue, Upstairs at the Downstairs, Off-Broadway
- 1968 : Leonard Sillman's New Faces of 1968, comédie musicale de Leonard Sillman, Gene Bissell et June Carroll, Booth Theatre, Broadway
- 1969 : Promenade, comédie musicale de María Irene Fornés et Al Carmines, Promenade Theatre, Off-Broadway : la servante
- 1970-1971 : Two By Two, comédie musicale de Peter Stone, Richard Rodgers et Martin Charnin, Imperial Theatre, Broadway : Goldie
- 1973 : Boom Boom Room de David Rabe, Vivian Beaumont Theatre, Broadway : Chrissy
- 1977 : Marco Polo Sings a Solo de John Guare, Joseph Papp Public Theater/Newman Theater, Off-Broadway : Diana McBride
- 1978-1979 : On the Twentieth Century, comédie musicale de Betty Comden, Adolph Green et Cy Coleman, St. James Theatre, Broadway : Lily Garland
- 1985 : What's Wrong with This Picture? de Donald Margulies, Stage 73, Off-Broadway : Shirley
- 1989 : Born Yesterday de Garson Kanin, 46th Street Theatre, Broadway : Billie Dawn
- 1992-1994 : The Sisters Rosensweig de Wendy Wasserstein, Mitzi E. Newhouse Theater, Off-Broadway, puis Ethel Barrymore Theatre, Broadway : Gorgeous Teitelbaum

## Filmographie

### Cinéma
- 1972 : On s'fait la valise, docteur ? (What's Up, Doc?) de Peter Bogdanovich : Eunice Burns
- 1973 : La Barbe à papa (Paper Moon) de Peter Bogdanovich : Trixie Delight
- 1973 : From the Mixed-Up Files of Mrs. Basil E. Frankweiler (en) de Fielder Cook : l'institutrice
- 1974 : Le shérif est en prison (Blazing Saddles) de Mel Brooks : Lili Von Shtupp
- 1974 : Frankenstein Junior (Young Frankenstein) de Mel Brooks : Elizabeth
- 1975 : Enfin l'amour (At Long Last Love) de Peter Bogdanovich : Kitty O'Kelly
- 1975 : Le Frère le plus futé de Sherlock Holmes (The Adventure of Sherlock Holmes' Smarter Brother) de Gene Wilder : Jenny Hill / Bessie Bellwood
- 1976 : Won Ton Ton, le chien qui sauva Hollywood (Won Ton Ton, the Dog Who Saved Hollywood) de Michael Winner : Estie Del Ruth
- 1977 : Le Grand Frisson (High Anxiety) de Mel Brooks : Victoria Brisbane
- 1978 : Le Privé de ces dames (The Cheap Detective) de Robert Moore : Mme Montenegro
- 1979 : Les Muppets, le film (The Muppet Movie) de James Frawley : El Sleezo Patron
- 1980 : Happy Birthday, Gemini de Richard Benner (en) : Bunny Weinberger
- 1980 : Simon de Marshall Brickman : Dr Cynthia Malloy
- 1980 : Sacré Moïse (Wholly Moses!) de Gary Weis (en) : la sorcière
- 1980 : First Family (en) de Buck Henry : Constance Link
- 1981 : La Folle Histoire du monde (History of the World: Part I) de Mel Brooks : l'impératrice Nympho
- 1982 : Slapstick (of Another Kind) de Steven Paul (en) : Eliza Swain / Lutetia Swain
- 1983 : Scrambled Feet de John Driver : Madeline
- 1983 : Barbe d'or et les Pirates (Yellowbeard) de Mel Damski : Betty
- 1984 : Haut les flingues ! (City Heat) de Richard Benjamin : Caroline Howley
- 1985 : Cluedo (Clue) de Jonathan Lynn : Mme Blanche
- 1986 : Mon petit poney, le film (My Little Pony: The Movie) de Michael Joens : Draggle (voix)
- 1986 : Fievel et le Nouveau Monde (An American Tail) de Don Bluth : Gussie Mausheimer (voix)
- 1990 : Le Mariage de Betsy (Betsy's Wedding) d'Alan Alda : Lola Hopper
- 1994 : Joyeux Noël (Mixed Nuts) de Nora Ephron : Blanche Munchnik
- 1995 : Nixon d'Oliver Stone : Martha Mitchell
- 1998 : 1 001 Pattes (A Bug's Life) de John Lasseter et Andrew Stanton : la mite bohémienne (voix)
- 1999 : Babylon, USA (Judy Berlin) d'Eric Mendelsohn : Alice Gold

### Télévision

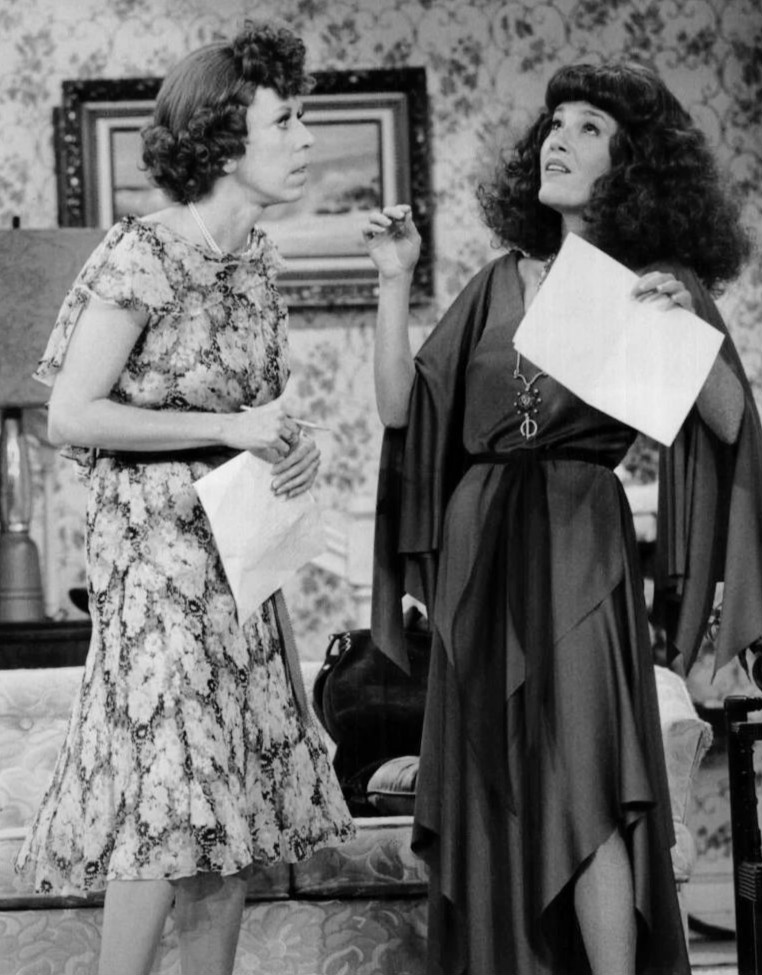
Carol Burnett et Madeline Kahn dans le show télévisé de Carol Burnett The Carol Burnett Show sur CBS.

#### Téléfilms
- 1972 : Harvey : l'infirmière Ruth Kelly
- 1992 : Tel père, quel fils ! (en) (For Richer, for Poorer) : Billie
- 1996 : Destin particulier (For Love Alone: The Ivana Trump Story) : Sabrina
- 1996 : London Suite : Sharon Semple
- 2006 : The Magic 7 : Wastra (1re voix)

#### Séries télévisées
- 1981 : 1, rue Sésame, saison 13, épisode Birdwatchers watch Big Bird : Madeline
- 1983-1984 : Oh Madeline (en) (sitcom) : Madeline Wayne
- 1986 : ABC Afterschool Special (série d'anthologie), épisode Wanted: The Perfect Guy : Ellie Coleman
- 1987 : Mr. President : Lois Gullickson
- 1991 : Monkey House (en), saison 2, épisode More Stately Mansions : Grace Anderson
- 1993 : Lucky Luke, épisode Una notte di mezza estate a Daisy Town : Esperanza
- 1993 : 1, rue Sésame, saison 25, épisode Around the Corner : The Commissioner of Fun and Games
- 1995 : New York News (en) : Nan Chase
- 1996-1999 : Cosby : Pauline Fox

### Jeu vidéo
- 1998 : 1 001 pattes (A Bug's Life) : la mite bohémienne (voix)